# Polystachya bella
Polystachya bella är en orkidéart som beskrevs av Victor Samuel Summerhayes. Polystachya bella ingår i släktet Polystachya och familjen orkidéer. Inga underarter finns listade i Catalogue of Life.

## Bilder

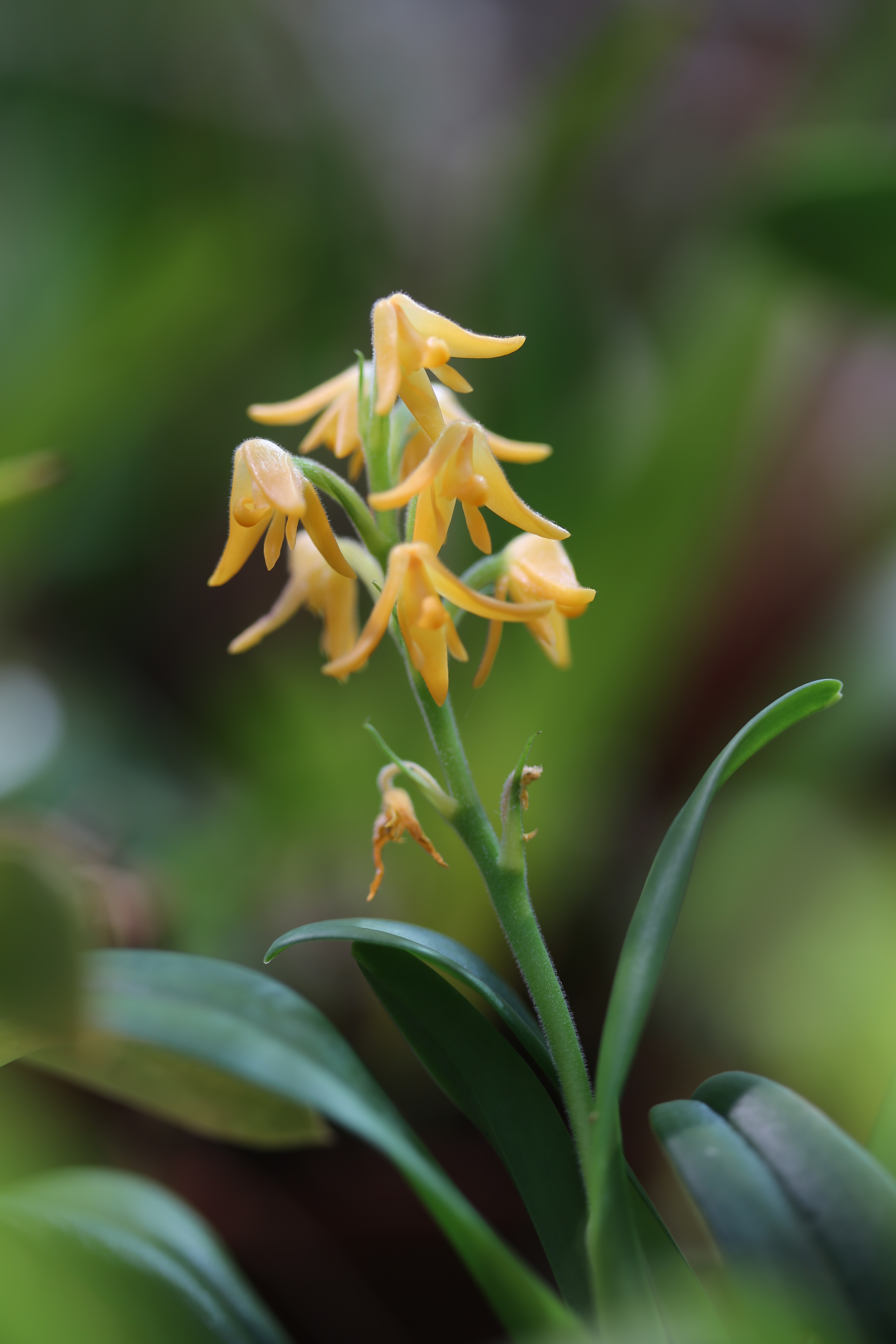
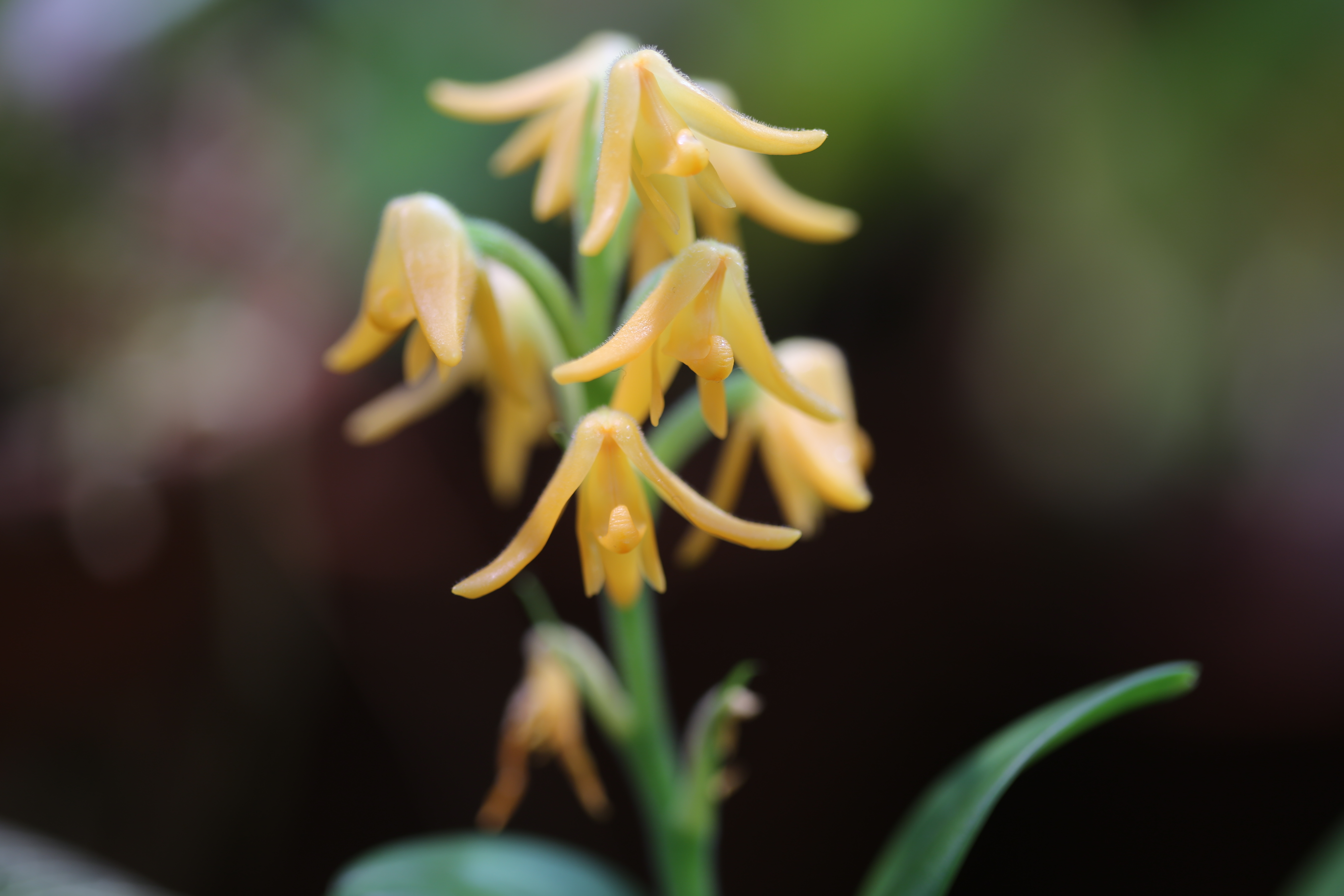
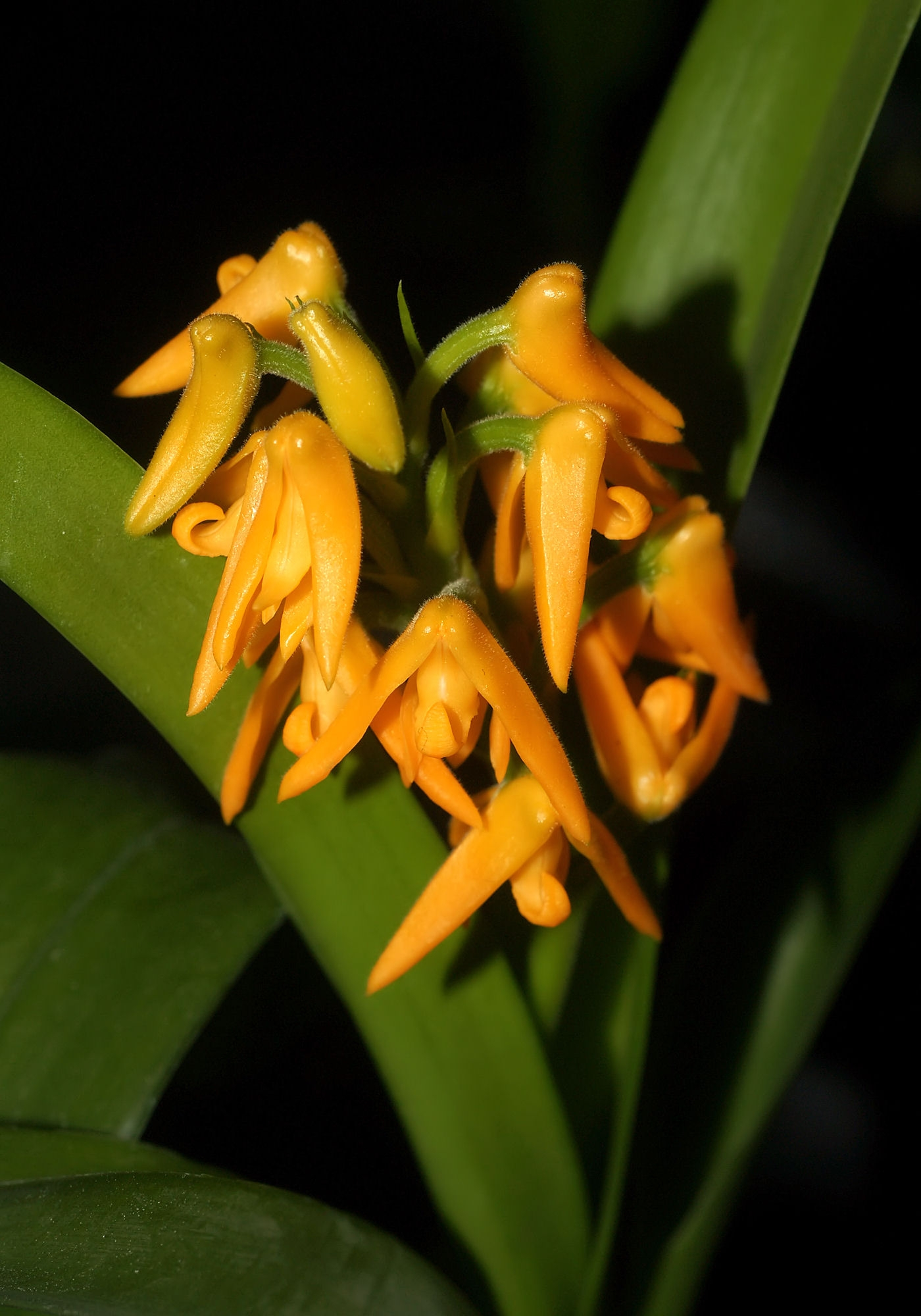
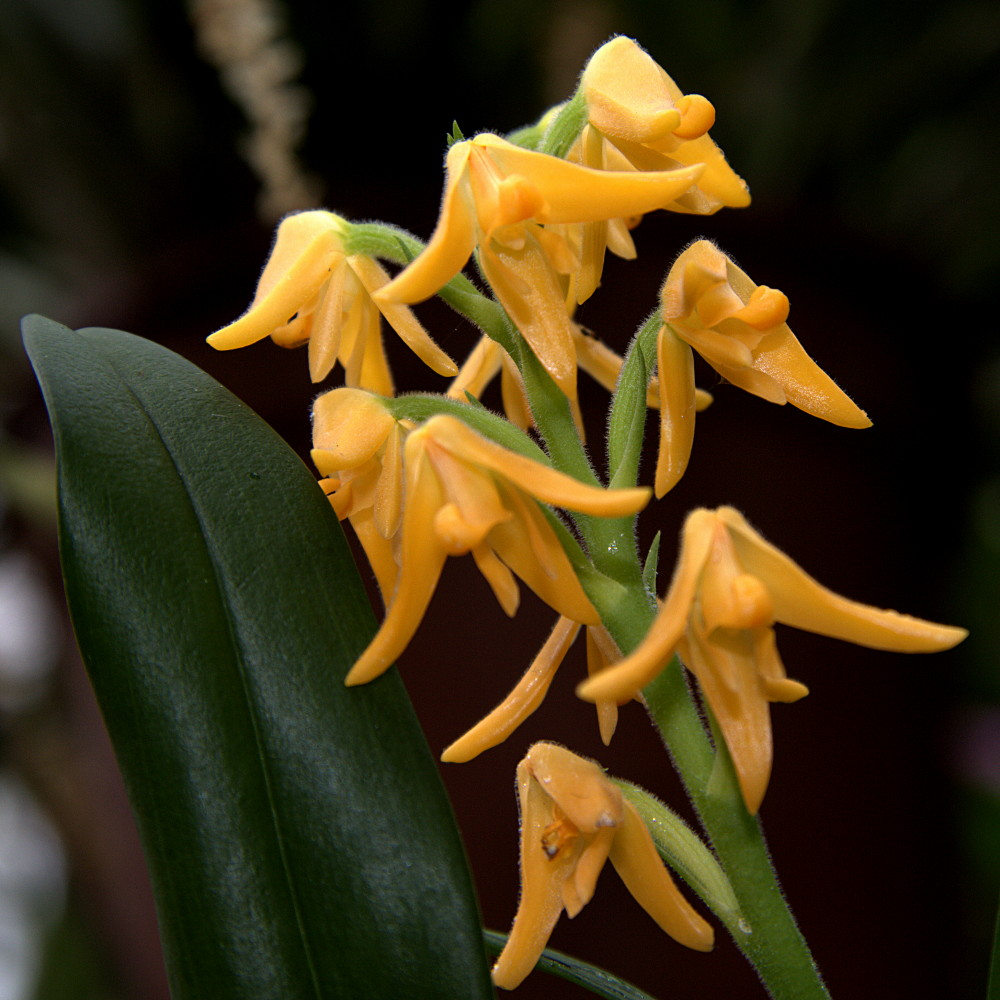
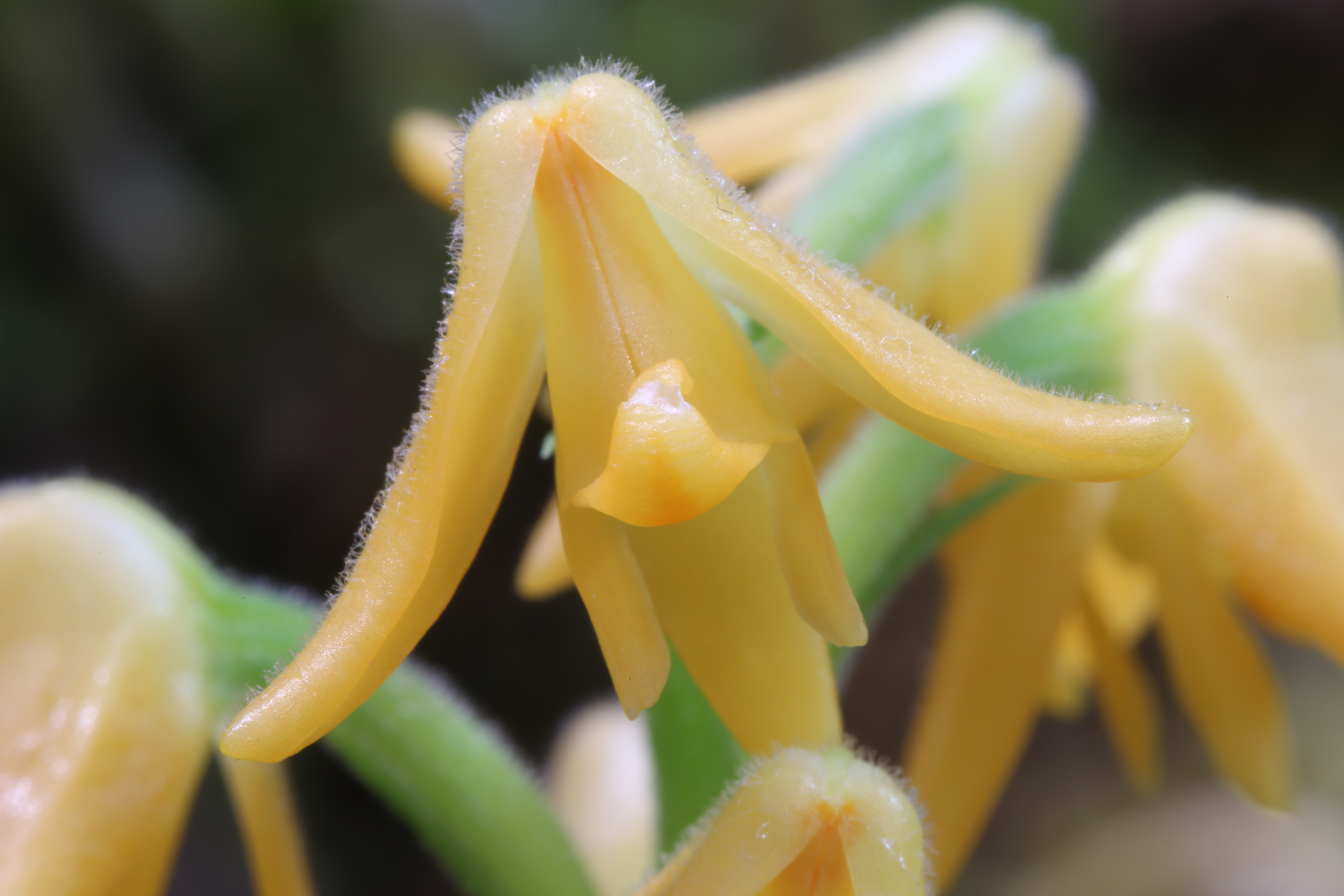